# 18세기의 유럽 문화
18세기의 유럽 문화는 18세기의 유럽 문화에 대해 서술하고 있다.

## 18세기의 유럽의 문화〔槪說〕
17세기부터 시작된 ‘이성(理性)의 시대’는 18세기에 한층 철저해졌다. 이 세기는 정말로 현대의 모태(母胎)라고도 할 수 있는 시대였다. 즉 현대의 기본적 생산 양식인 대공장제 공업이 형성된 것은 이 세기의 말엽이었고, 현대의 가장 전형적인 정치제도인 의회제 민주주의도 이 세기에 원형이 확립되었다. 문화면에서 말한다면 문화의 세속주의(世俗主義)가 본격화하기 시작한 것은 18세기의 일이었다. 즉 르네상스와 종교개혁의 총결산이 이루어진 것이 18세기이며, 종교와 문화가 분리되어 각각 독자적인 영역을 형성하기에 이른 것이다. 성서(聖書)는 벌써 정치 이념을 제시하는 것이라고는 생각되지 않게 되었고, 성서 속에서 과학적 진리를 발견하려고 시도하는 사람은 없어지게 된 것이다. 사람들은 권위(權威)를 거부하고 전통적인 것에 회의의 눈을 돌리기 시작한 것이다. 프랑스의 사상계를 풍미(風靡)하고 있던 계몽주의(啓蒙主義), 영국에 있어서의 흄이나 스미스의 도덕(道德) 사상, 독일에 있어서 칸트의 비판철학은 이 시대에 성장하고 있던 시민계급의 사상을 대표하는 것이라 하겠다.  예술에 관해서 본다면 독일을 중심으로 음악이 고전시대를 맞았으나 종래 왕후 귀족의 독점 분야였던 건축이나 미술에는 힘찬 시민계급의 성장이 아직 반영되지 못하고 오히려 절대주의 말기의 퇴폐적인 면이 현저했다. 그러나 문학에서는 디포를 비롯하여 차차 시민계급의 소설이 출현했다는 점이 주목할 만하다.  자연과학에 있어서는 전(前)세기 말의 뉴턴 이래로 착실한 발전이 이루어지고, 동시에 그것이 실용적 지식으로서 시민계급 사이에 보급되어 갔음을 볼 수 있다. 이 시대는 말하자면 문화가 차차 승려나 귀족적 지식인의 독점이라는 상태에서 해방되어 대중화하기 시작한 시대였다.

## 로코코 양식(루이 15세 양식)
－樣式    대체로 1723∼1760년경에 유행한 장식(裝飾) 양식. 루이 15세 양식이라고도 하며 프랑스에서 발생하여 전유럽에 전파되었다. 루이 15세 시대 프랑스의 궁정(宮廷) 생활은 안일을 찾는 귀족들의 우아한 사교장이었다. 예술도 이러한 풍조를 반영하여 전시대의 웅대호사(雄大豪奢)에서 섬세화려(纖細華麗)한 것으로 옮겨져 갔다. 로코코 양식이란 본디 실내장식 양식을 가리키는 말로서, 우미(優美)한 곡선과 꽃무늬의 아라베스크를 특색으로 하고 있다. 이 양식에는 조개 껍데기에서 나온 것으로 생각되는 곡선이 많고, C자나 S자를 기교적으로 확대한 곡선의 공상적(空想的) 조합(組合)은 비서구적(非西歐的)·비대조(非對照)의 리듬을 갖는다. 궁중(宮中)의 장중성(莊重性)으로부터 해방된 인간의 유락(愉樂)의 추구·관능적 황홀·사랑의 공감(共感)을 표현하였고, 건축에서는 포츠담의 「상수시 궁(宮)」이 대표적이다.

## 상수시 궁전
－宮殿    프로이센의 프리드리히 대왕은 프랑스 문화의 심취자(心醉者)이며, 볼테르를 비롯한 프랑스의 계몽주의 문인들과 친교가 있었다. 1747년 베를린 교외 포츠담에 세워진 상수시(Sans-Souci) 궁전은 프랑스어로 근심 없는 궁전(無憂宮)이란 뜻이며, 베르사유 궁전을 모방한 것이다. 그러나 실내장식은 당시 유행한 로코코 양식의 전형을 보여주고 있다. 그가 프랑스 문인들과 이야기하고 연주회를 개최한 것도 이 궁전에서였다.

## 와토
Jean Antoine Watteau (1684  1721)    그는 로코코 시대의 개시기(開始期)에 재빨리 시대 분위기를 파악하여, 부드럽고 매혹적인 ‘아연화(雅宴畵)’를 그려서 궁정 귀족들에게 칭찬을 받았다. 그의 그림은 몽환적(夢幻的)인 풍경과 우아한 남녀를 그린 것이 많고, 부셰·프라고나르에 강한 영향을 주어 로코코 시대 융성의 기초를 닦았다.

## 독일 고전음악
獨逸古典音樂    근대 음악의 확립은 18세기 전반 독일에서 이루어졌다. 이 음악의 고전 시대를 만들어 낸 것은, 1685년 태생인 두 사람의 음악가 바흐와 헨델이었다. 바흐는 오르간 음악에 뛰어나 많은 교회 교성곡(交聲曲)·조곡(組曲)을 작곡하였고, 평균율의 조율(調律)을 주창하여 자유로이 전조(轉調)하는 것을 연구했다. 헨델은 많은 가극(歌劇)과 오라토리오를 작사·작곡하였고, 1741년에 발표된 「구세주」는 할렐루야 합창에 의해서 오늘날에도 널리 알려져 있다. 그들에 이어 하이든, 모차르트가 나타났다.

## 영국의 소설
英國－小說    18세기의 영국은 소설이 흥륭(興隆)한 시대였다. 이것은 명예혁명 후의 자유로운 분위기, 특히 언론·출판의 자유가 보장되었다는 것, 부르주아지의 에너지가 다방면으로 해방되었다는 것 등이 중요한 원인이다. 디포의 「로빈슨 크루소의 모험」의 내용은 고도(孤島)에 표류된 크루소가 신에 대한 신앙에 눈떠 신앙에 인도되면서, 창의와 연구를 다하여 섬의 생활을 윤택하게 해나간다는 이야기로서, 자본주의의 성립과 금욕적 신교(新敎)주의의 관련을 시사하는 것 같은 소설이다. 스위프트의 「걸리버 여행기」는 냉철한 관찰에 의한 사회 풍자이고 정치 풍자이며, 동시에 인간에 대한 신랄한 풍자였다. 쇠퇴하는 지주계급의 불안과 초조를 반영하고 있었다고 생각된다.

## 18세기에 있어서의 과학의 발전
－世紀－科學－發展뉴턴과 라이프니츠 등에 의해 기초가 닦아진 분야가 18세기 후반에 한층 정리되어, 다방면에서 빛나는 성과를 가져오기에 이르렀다. 물리학 분야에서는 뉴턴의 노력으로 일단의 체계가 완성되고 그 후 역학(力學)에 관련하여 해석학(解釋學)이 발전하였고, 오이후라·라그랑주 등의 학자가 활약했다. 또한 전기·자기(磁氣)의 연구가 진전되어, 미국의 프랭클린은 번개가 전기현상이라는 것을 실증하고 피뢰침(避雷針)을 발명했다. 또한 블라크에 의한 열량(熱量)의 연구는, 와트의 증기기관 개량에 커다란 공헌을 했다. 라플라스는 세기 말에 성운설(星雲說)을 주장했다. 화학 분야에서는 현저한 진보를 보여, 캐번디시에 의한 수소, 러더퍼드에 의한 질소, 프리스틀리에 의한 산소의 발견이 있었다. 프랑스의 라부아지에는 이같은 성과를 기초로 질량 불변의 법칙을 수립했다.   생물학은 프랑스의 뷔퐁에 의해서 기초가 닦아졌고, 스웨덴의 식물학자 린네는 식물 분류의 체계적 방법을 고안하고 박물체계(博物體系)를 저술했다. 프랑스 퀴비에는 비교해부학(比較解剖學)의 과학적 기초를 구축하여 고생물학(古生物學)을 창시했다. 의학은 프랑스를 중심으로 발전하여 해부학이나 생리학(生理學)의 성과를 토대로 비샤에 의한 조직병리학(組織病理學)이 형성되었다. 또한 영국의 제너는 1796년 종두법(種痘法)을 발견하여 천연두(天然痘)의 예방에 눈부신 성과를 거두었다.

## 흄
David Hume (1710 ~ 1776)  18세기 영국에는 로크의 경험론(經驗論)이 계속 지배적이었다. 「인간본성론(人間本性論)」을 저술한 흄은 경험과 관찰에 바탕을 둔 인간의 연구를 추진하여, 감각을 통해서 받아들여진 인상(印象)과 그 인상에서 파생되는 관념(인상의 模寫)을 연상심리학(聯想心理學)에 의해서 관련지어 인간 인식의 가능성을 검토했다. 그는 인간의 도덕의 근원을 지적으로 인식된 이기심이 사회적 공동생활 속에서 타인에 대한 공감(共感) 감정으로 전화(轉化)하는 데 있다고 생각하여 스미스에게 영향을 주었다.

## 스피노자
Baruch Spinoza (1632∼1677)    네덜란드 철학자. 유대 상인의 아들로 암스테르담에서 출생하여 처음에는 법률학자가 되기를 지망하였다. 유대교의(敎義)에 만족하지 않고 아라비아와 르네상스, 데카르트 등의 사상(思想)의 영향을 받아 1651년경부터 독자적인 사상을 갖게 되자, 1665년 파문되었다. 각지를 돌아다니며 살다가 1670년 이후에는 헤이그에 거주하면서 렌즈 연마(硏磨)를 업(業)으로 삼고, 대학으로부터의 초빙 등을 거부하여 고독과 빈곤 속에서 일생을 보냈다. 그동안 데카르트적 철학논문을 발표, 1670년 「신학정치론」을 익명으로 출판했으나, 무신론자로 공격을 받아 그의 주저 「윤리학」은 처음에는 출판이 금지되기까지 했다. 그의 학설은 방법론에 있어서는 기하학적인 입장을 취하고, 세계관에 있어서는 범신론적일원론(汎神論的一元論)을 취하여 무신론자라 하기 보다는 신(神)에 심취한 사람이었다. 독일 관념론에 큰 영향을 끼쳤으며, 그 밖의 저서로 「지성 개선론」 「국가론」 등이 있다.

## 라이프니츠
Gottfried Wilhelm Leibniz (1646  1716)    17세기 자연과학의 발전과 결부된 극히 폭넓은 활동을 한 철학자로서 독일의 계몽철학(啓蒙哲學)에 중요한 역할을 수행했다. 그의 「인간오성신론(人間悟性新論)」은 로크의 이론에 반론을 편 것이며, 1714년에 집필된 『단자론(單子論)』은 그의 철학체계를 소묘(素描)한 것이다. 그는 궁극의 존재를 단자라 생각하고, 전우주의 질서를 밝히려고 하는 형이상학(形而上學)을 전개하여 칸트에 강한 영향을 주었다.

## 볼프
Christian Wolff (1679∼1754)    독일의 계몽 철학자. 신학을 배우고 철학·자연 과학을 수학(修學)하였다. 데카르트 특히 라이프니츠의 영향을 받아 그의 추천으로 할레 대학의 교수가 되었다. 한때 무신론자(無神論者)로서 할레 대학에서 쫓겨났으나 프리드리히 대왕에 의하여 복직되었다.   철학적으로는 독창성이 적으나, 라이프니츠의 뒤를 이어 계몽주의 철학을 체계화하였으며, 논문 용어를 라틴어에서 독일어로 옮기는 데 공적이 컸다.

## 칸트
Immanuel Kant (1724  1804)    칸트는 라이프니츠의 독단론(獨斷論), 흄의 회의론(懷疑論)을 모두 극복하고 「순수이성비판」 「실천이성비판」 「판단력비판」의 3부작에 의해서 독일 철학의 고전시대를 형성했다. 그는 선험적(先驗的) 관념론을 주창하고, 감각을 통한 경험만으로는 사물의 현상에만 사로잡히므로 사물의 본질을 파악할 수 없다고 주장했다. 이 칸트의 철학은 오늘날에 이르기까지 커다란 영향을 미치고 있다.

## 계몽사상
啓蒙思想    18세기의 유럽을 풍미한 사상은 모든 사물의 판단이 이성을 기준으로 한다는 사상이었다. 전통적인 가치기준은 거부되고 외적인 권위는 모두 날카로운 비판의 대상이 되었다. 자본주의적인 발전은 차차 사회의 기저(基底)에 침투되어 사회생활에 있어서의 사람들의 합리적 태도를 강제(强制)하고 있었다. 프로이센이나 러시아와 같이 자본주의가 미발달된 나라에 있어서도, 사회제도나 사람들의 사상에서 얼마간이라도 불합리한 것을 제거하지 않으면 국가의 존립조차 위태로웠다. 이와 같은 계몽사상은 프랑스에 있어서 가장 예리한 모습으로 나타났다. 18세기의 프랑스는 영국에 비해서 자본주의의 발전이 늦어져서 절대주의가 강고했었다. 그리고 사람들은 영국의 여러 제도와 대비했을 때, 프랑스 사회제도의 현저한 후진성을 통감했다. 사람들은 프랑스 인민을 빈궁에 빠뜨리고, 무지몽매에 몰아넣은 절대왕조에 공격을 퍼붓고, 거기에 가세하고 있는 특권적 귀족과 교회제도에 통렬한 비판을 가한 것이다.

## 볼테르
Francois-Marie Arouet Voltaire (1694 ~ 1778)    프랑스의 계몽사상가(啓蒙思想家), 신인, 극작가, 역사가, 문예비평가. 볼테르는 계몽주의의 온건파라 불리고 있으나 평생을 통해 예리한 풍자로써 절대왕제·교회제도에 비판을 가하고 시민적 자유를 강조하여 종교적 관용을 주장했다. 1743년에 출판된 『영국에서 부친 서한(書翰)』(철학 서한)은 3년간에 걸쳐 체재한 영국의 의회정치, 경제적 발전, 로크의 경험론 등을 소개하여, 프랑스의 후진성을 시사하려 한 것이었다.   그 밖에 「인간론」이라는 시에서 인간의 자유의지·종교적 관용을 주창하였고, 철학소설 「캉디드」에서는 인간 운명의 우연성을 강조하여 숙명적 인생관에 반대했다. 또 백과전서(百科全書)에도 적극적으로 집필했다. 그러나 그는 본성(本性)에 있어서의 인간 평등을 주장했으나, 재산상의 평등은 사회질서에 위배되는 것이라 하여 부정했다.

## 몽테스키외
Charles Louis Montesquieu (1689  1755)    명문의 귀족 출신인 몽테스키외는 볼테르처럼 영국의 여러 제도·문화·사상을 프랑스에 전하여 입헌군주제의 실현을 기대했다. 1721년 익명(匿名)으로 간행된 『페르시아인의 편지』는 이교도(異敎徒) 페르시아인의 프랑스 견학기란 형식으로서, 프랑스 사회의 불합리성·절대왕제·문화에 대한 야유와 풍자로 사람들에게 자유주의 사상을 고취했다. 또한 1748년에는 오랜 연구 결과를 「법의 정신」 속에 집대성하여 발표했다. 이것은 법률제도와 사회적 조건, 지리적 환경의 관련을 설명한 것인데, 이 속에서 입법·사법·행정의 삼권분립을 이상적인 정치형태로서 추상(抽賞)하여, 후에 일어난 프랑스 혁명기 사상의 한 원천이 되었다.

## 루소
Jean Jacques Rousseau (1712  1778)    스위스의 시계점 아들로 태어난 루소는, 생후 곧 어머니를 잃고 소년 때부터 방랑생활을 보내면서 세상의 각박함을 맛보았다. 따라서 귀족적, 부르주아적 계몽사상가에 비해서 절대주의의 국가 기구, 사회적 불평 등에 대한 증오심을 한층 강렬하게 표명하였다. 1754년에 출판된 『인간불평등기원론』은 국가 성립에 따라서 불평등이 생기고, 나아가서 국가권력이 자의적(恣意的)인 것으로 악화됨에 따라 한층 심해졌다고 설명했다. 「사회계약설」(1762)은 국가의 주권은 인민에 있고, 인민의 일반 의지(意志)에 의해서 통치되어야 한다는 것을 주장했다.   또한 「신 엘로이즈」 「에밀」 등의 소설과 자서전 『고백』을 저술하여 사회와 인간성의 관계를 여러 각도에서 추구했다. 그는 인간의 개성·감정에 대단한 중요성을 인정함으로써 있어 다음의 낭만주의에 한 발을 들여놓고 있었던 사상가였다. 위선(僞善)을 미워하고 사회의 부정을 용서없이 폭로했기 때문에, 온갖 압박을 받고 불행한 말년을 보냈으나 그의 사상은 혁명기의 자코뱅파 사상에 계승되었던 것이다.

## 백과전서파
百科全書派    영어의 백과전서를 번역하고 개정(改訂)·증보하는 일을 맡은 디드로는 이것을 바탕으로 하여 프랑스인을 위해 전통적 제도와 편견(偏見)에 대한 투쟁의 무기로 새로운 백과전서를 계획했다. 많은 집필진(유명인으로서는 볼테르, 몽테스키외, 루소, 케네 등이 있다.)의 협력을 얻어 1751년 제1권을 출판하였으나 이성을 주장하고, 신학과 교회에 대한 비판이 강하였기 때문에 당국으로부터 탄압을 받아 1759년에 발행금지를 당하였다. 그러나 디드로는 독력으로 잘 이겨내 1772년까지 본문(本文) 19권, 도표(圖表) 11권의 대사전을 완성하였다. 이 백과전서는 여러 사상가들이 집필하였기 때문에 전체로서의 사상적 통일은 결여되어 있으나 계몽사상의 발전, 특히 프랑스 혁명의 사상적 준비라는 점에서 큰 역할을 하였음은 부정할 수 없다.

## 디드로
Denis Diderot (1713  1784)    백과전서 편찬의 중심 인물이었던 디드로는 기계적이라고 비판을 받았는데, 철저한 유물론자로서, 우주는 물질에 의한 영원한 자기 운동(自己運動)을 전개하고 있다고 주장하고, 인간의 지식은 모두 물질인 감각부자(感覺父子)에 바탕을 두고 있다고 생각했다. 또한 희곡 「라모의 조카」에서, 계몽주의에 반대하고 권력자에 아첨하는 어용 문사(文士)들을 통렬히 비꼬았다.

## 달랑베르
Jean Le Rond D’Alembert (1717  1783)    디드로에 협력하여 백과전서 편찬에 가담, 서론과 수학·문학에 관한 항목을 집필했다. 그 밖에 역학(力學)이나 철학에 관한 저작도 있는데, 뛰어난 수학 재능으로 일찍부터 아카데미 회원이 되었고, 볼테르나 몽테스키외를 백과전서의 집필에 참가시켰다. 그러나 그 후의 심한 탄압에 의해서 감수자(監修者)의 지위에서 물러났다.

## 케네
Franois Quesnay (1694  1774)    루이 15세의 시의(侍醫)였던 케네는 영국의 칸티온으로부터 경제학을 배우고 스승의 학설을 발전시켜 중농주의 창시자가 되었으며, 백과전서에도 집필했다. 그는 부(富)의 원천은 교역(交易)이 아니라 농업이라고 주장했다. 공업은 단순히 가공할 따름이며, 새로운 부를 낳지 않는다고 생각했던 것이다. 그의 입장은 중상주의에 의한 경제활동에 대한 국가의 간섭을 배제하고, 자본주의적 농업의 촉진을 의도한 것이며, 경제활동을 법칙적(法則的)으로 파악하려고 노력했다.

## 스미스 (애덤)
Adam Smith (1723  1790)    스미스는 스코틀랜드에서 태어나 글래스고 대학에서 배우고 이윽고 모교의 윤리학 교수가 되었다. 1759년 『도덕정조론(道德貞操論)』을 출판, 도덕의 기준을 제3자의 공감에서 구했다. 그는 케네·튀르고 등의 중농주의자와 사귀어 이들의 영향을 받아, 부의 원천으로 생산적 노동을 생각하여, 인간의 사회적 행동의 근저에 이기심(利己心)이 있다는 것을 지적하고, 개개인 이익 추구가 사회의 부를 증대시키고, 또한 분배에 있어서의 공평을 형성한다고 생각했다. 1776년에 출판된 『제국민(諸國民)의 부(富)』에는 그의 이와 같은 이론을 전개했고, 사회 전체의 부를 증대시키기 위해서는 개개인의 경제 행동에 제한을 가하지 않고 자유로이 방임한다면 ‘보이지 않는 손’에 의해서 가장 효과적인 질서가 형성된다고 주장하여 자유주의 경제학의 창시자가 되었다. 스미스는 시장 경제야말로 '구매자'와 '판매자' 모두에게 만족스러운 결과를 낳으며 사회의 자원을 적절하게 배분할 수 있다고 보았으나 그가 모든 형태의 사적 이익추구를 바람직하다고 본 것은 아니었다. 스미스는 독점적인 이익과 경제적 집중에는 회의적이었는데, 그것이 자유시장의 본질적 능력 즉 토지,노동,자본 등에 공정하고 합당한 대가를 제공하는 가격을 형성시키는 능력을 왜곡한다고 보았기 때문이다. 